# Tysk-österrikiska backhopparveckan 2012/2013
Tysk-österrikiska backhopparveckan 2012/2013 hölls i Oberstdorf, Garmisch-Partenkirchen, Innsbruck och Bischofshofen, under perioden 29 december 2012-6 januari 2013.

## Slutställning
Det hela slutade med att Gregor Schlierenzauer blev slutsegrare.
| Ranking | Namn                  | Nation    | Oberstdorf | Garmisch-Partenkirchen | Innsbruck  | Bischofshofen | Slutpoäng |
| ------- | --------------------- | --------- | ---------- | ---------------------- | ---------- | ------------- | --------- |
| 1       | Gregor Schlierenzauer | Österrike | 297,0 (2)  | 276,8 (2)              | 253,7 (1)  | 272,7 (1)     | 1100,2    |
| 2       | Anders Jacobsen       | Norge     | 308,6 (1)  | 277,7 (1)              | 230,5 (7)  | 270,4 (2)     | 1087,2    |
| 3       | Tom Hilde             | Norge     | 281,3 (5)  | 266,4 (4)              | 230,6 (6)  | 250,9 (9)     | 1029,2    |
| 4       | Kamil Stoch           | Polen     | 264,3 (13) | 261,8 (6)              | 240,9 (2)  | 260,2 (4)     | 1027,2    |
| 5       | Anders Bardal         | Norge     | 266,9 (11) | 267,2 (3)              | 235,4 (3)  | 257,3 (5)     | 1026,8    |
| 6       | Michael Neumayer      | Tyskland  | 274,6 (8)  | 246,1 (21)             | 224,5 (13) | 251,5 (8)     | 996,7     |
| 7       | Dimitrij Vassiljev    | Ryssland  | 282,6 (4)  | 261,8 (6)              | 197,5 (30) | 252,9 (7)     | 994,8     |
| 8       | Peter Prevc           | Slovenien | 259,8 (18) | 252,6 (10)             | 232,3 (5)  | 245,2 (15)    | 989,9     |
| 9       | Andreas Wellinger     | Tyskland  | 272,4 (10) | 253,0 (9)              | 220,1 (21) | 243,2 (19)    | 988,7     |
| 10      | Martin Schmitt        | Tyskland  | 263,6 (16) | 252,0 (14)             | 225,4 (12) | 239,8 (24)    | 980,8     |

## Oberstdorf
HS 137 Schattenbergschanze, Tyskland

30 december 2012 
| Rank | Namn                  | Nation    | 1 (m) | 2 (m) | Poäng | Slutpoäng | Tillfällig världscupplacering |
| ---- | --------------------- | --------- | ----- | ----- | ----- | --------- | ----------------------------- |
| 1    | Anders Jacobsen       | Norge     | 138.0 | 139.0 | 308.6 | 308.6 (1) | 246 (6)                       |
| 2    | Gregor Schlierenzauer | Österrike | 134.5 | 138.5 | 297.0 | 297.0 (2) | 528 (1)                       |
| 3    | Severin Freund        | Tyskland  | 138.5 | 135.5 | 290.8 | 290.8 (3) | 490 (2)                       |
| 4    | Dimitrij Vassiljev    | Ryssland  | 137.5 | 138.5 | 282.6 | 282.6 (4) | 140 (17)                      |
| 5    | Tom Hilde             | Norge     | 135.5 | 138.5 | 281.3 | 281.3 (5) | 159 (14)                      |

## Garmisch-Partenkirchen
HS 137 Große Olympiaschanze, Tyskland

1 januari 2013 
| Rank | Namn                  | Nation    | 1 (m) | 2 (m) | Poäng | Slutpoäng  | Tillfällig världscupplacering |
| ---- | --------------------- | --------- | ----- | ----- | ----- | ---------- | ----------------------------- |
| 1    | Anders Jacobsen       | Norge     | 131.0 | 143.0 | 277.7 | 586.3 (1)  | 346 (5)                       |
| 2    | Gregor Schlierenzauer | Österrike | 134.0 | 136.5 | 276.8 | 573.8 (2)  | 608 (1)                       |
| 3    | Anders Bardal         | Norge     | 136.5 | 135.5 | 267.2 | 534.1 (6)  | 370 (4)                       |
| 4    | Tom Hilde             | Norge     | 133.5 | 138.0 | 266.4 | 547.7 (3)  | 209 (11)                      |
| 5    | Maciej Kot            | Polen     | 134.5 | 135.0 | 265.7 | 363.1 (33) | 97 (23)                       |

## Innsbruck
HS 130 Bergiselschanze, Österrike

4 januari 2013 
| Rank | Namn                  | Nation    | 1 (m) | 2 (m) | Poäng | Slutpoäng | Tillfällig världscupplacering |
| ---- | --------------------- | --------- | ----- | ----- | ----- | --------- | ----------------------------- |
| 1    | Gregor Schlierenzauer | Österrike | 131.5 | 123.0 | 253.7 | 827.5 (2) | 708 (1)                       |
| 2    | Kamil Stoch           | Polen     | 124.5 | 123.0 | 240.9 | 767.0 (6) | 239 (10)                      |
| 3    | Anders Bardal         | Norge     | 125.0 | 120.0 | 235.4 | 769.5 (5) | 430 (3)                       |
| 4    | Severin Freund        | Tyskland  | 125.0 | 120.5 | 234.4 | 777.1 (4) | 556 (2)                       |
| 5    | Peter Prevc           | Slovenien | 124.0 | 121.5 | 232.3 | 744.7 (9) | 233 (12)                      |

## Bischofshofen
HS 140 Paul-Ausserleitner-Schanze, Österrike

6 januari 2013 
| Rank | Namn                  | Nation    | 1 (m) | 2 (m) | Poäng | Slutpoäng  | Tillfällig världscupplacering |
| ---- | --------------------- | --------- | ----- | ----- | ----- | ---------- | ----------------------------- |
| 1    | Gregor Schlierenzauer | Österrike | 133.0 | 137.5 | 272.7 | 1100.2 (1) | 808 (1)                       |
| 2    | Anders Jacobsen       | Norge     | 131.5 | 139.0 | 270.4 | 1087.2 (2) | 462 (4)                       |
| 3    | Stefan Kraft          | Österrike | 131.0 | 131.0 | 261.3 | 480.2 (40) | 68 (32)                       |
| 4    | Kamil Stoch           | Polen     | 131.0 | 131.5 | 260.2 | 1027.2 (4) | 289 (8)                       |
| 5    | Anders Bardal         | Norge     | 130.0 | 130.0 | 257.3 | 1026.8 (5) | 475 (3)                       |

### Fotnoter
1. ↑  Ställning i Tysk-österrikiska backhopparveckan - Läst 30 december 2012.
2. ↑  ”Resultat från Oberstdorf”. Arkiverad från originalet den 1 januari 2013. https://web.archive.org/web/20130101160907/http://www.fis-ski.com/uk/604/610.html?sector=JP&raceid=3567. Läst 13 januari 2013.
3. ↑  ”Resultat från Garmisch-Partenkirchen”. Arkiverad från originalet den 23 januari 2013. https://archive.is/20130123033342/http://www.fis-ski.com/uk/604/610.html?sector=JP&raceid=3569. Läst 13 januari 2013.
4. ↑  Resultat från Innsbruck
5. ↑  Resultat från Bischofshofen